# Aroab
Aroab est un village avec une population d'environ 5 000 personnes, situé dans le sud de la Namibie, près de Keetmanshoop, au bord du désert du Kalahari. La moyenne annuelle des précipitations y est d'environ 150 à 200 mm.
Aroab est le centre du district rural de Keetmanshoop.

## Histoire
En 1900, deux hommes, Blaauw et Oppermann, probablement d'origine allemande, échangent, avec une tribu locale, Aroab et la région environnante contre des moutons et des fusils. Une dispute entre eux à propos d'un point d'eau les conduit à diviser cette terre en deux parties - Aroab d'un côté et Streitdamm, un ranch un peu plus a l'ouest, de l'autre.